# Terrance Duff
Pour les articles homonymes, voir Duff.
Temple de la renommée : 2006
Terrance Richard Duff, dit « Dick Duff », (né le 18 février 1936 à Kirkland Lake, dans la province de l'Ontario au Canada) est un joueur professionnel canadien de hockey sur glace qui évoluait au poste d'ailier gauche dans la Ligue nationale de hockey de 1954 à 1972. Il occupe également brièvement un poste d'entraîneur.

## Biographie
Dick Duff joue pour les Maple Leafs de Toronto de 1954 à 1964, est invité à cinq Matchs des étoiles de la LNH et remporte deux Coupes Stanley. Il est échangé aux Rangers de New York en compagnie de Bob Nevin, Rod Seiling, Arnie Brown et Bill Collins contre Andy Bathgate et Don McKenney le 22 février 1964. Il rejoint ensuite les Canadiens de Montréal avec Dave McComb le 22 décembre 1964. Avec eux, il est convié à deux nouveaux Matchs des étoiles en 1965 et 1967 et remporte quatre nouvelles Coupes Stanley en 1965, 1966, 1968 et 1969. Il prend sa retraite de joueur en 1972 après avoir joué pour les Kings de Los Angeles puis les Sabres de Buffalo.
Entraîneur adjoint de Floyd Smith pour les Maple Leafs, il prend la tête de l'équipe pour remplacer ce dernier en fin de saison 1979-1980. Il ne reste que deux matchs à ce poste avant d'être remplacé par Punch Imlach après avoir concédé deux défaites, la 1re le 15 mars 1980 sur le score de 8-4 contre les Rangers de New York puis la seconde 5-1 contre les Flames d'Atlanta le 17 mars.
En 2006, il est intronisé au temple de la renommée du hockey.

## Statistiques
| Saison     | Équipe                   | Ligue      |      | Saison régulière | Saison régulière | Saison régulière | Saison régulière | Saison régulière |    | Séries éliminatoires | Séries éliminatoires | Séries éliminatoires | Séries éliminatoires | Séries éliminatoires |
| Saison     | Équipe                   | Ligue      | PJ   | B                | A                | Pts              | Pun              | PJ               | B  | A                    | Pts                  | Pun                  |                      |                      |
| 1952-1953  | Buzzers de St. Michael's | OHA-B      |      |                  |                  |                  |                  |                  |    |                      |                      |                      |                      |                      |
| 1952-1953  | Majors de St. Michael's  | OHA-Jr.    | 16   | 3                | 2                | 5                | 2                | 16               | 6  | 9                    | 15                   | 15                   |                      |                      |
| 1953-1954  | Majors de St. Michael's  | OHA-Jr.    | 59   | 35               | 40               | 75               | 120              | 8                | 2  | 3                    | 5                    | 23                   |                      |                      |
| 1954-1955  | Majors de St. Michael's  | OHA-Jr.    | 47   | 33               | 20               | 53               | 113              | 5                | 5  | 2                    | 7                    | 22                   |                      |                      |
| 1954-1955  | Maple Leafs de Toronto   | LNH        | 3    | 0                | 0                | 0                | 2                |                  |    |                      |                      |                      |                      |                      |
| 1955-1956  | Maple Leafs de Toronto   | LNH        | 69   | 18               | 19               | 37               | 74               | 5                | 1  | 4                    | 5                    | 2                    |                      |                      |
| 1956-1957  | Maple Leafs de Toronto   | LNH        | 70   | 26               | 14               | 40               | 50               |                  |    |                      |                      |                      |                      |                      |
| 1957-1958  | Maple Leafs de Toronto   | LNH        | 65   | 26               | 23               | 49               | 79               |                  |    |                      |                      |                      |                      |                      |
| 1958-1959  | Maple Leafs de Toronto   | LNH        | 69   | 29               | 24               | 53               | 73               | 12               | 4  | 3                    | 7                    | 8                    |                      |                      |
| 1959-1960  | Maple Leafs de Toronto   | LNH        | 67   | 19               | 22               | 41               | 51               | 10               | 2  | 4                    | 6                    | 6                    |                      |                      |
| 1960-1961  | Maple Leafs de Toronto   | LNH        | 67   | 16               | 17               | 33               | 54               | 5                | 0  | 1                    | 1                    | 2                    |                      |                      |
| 1961-1962  | Maple Leafs de Toronto   | LNH        | 51   | 17               | 20               | 37               | 37               | 12               | 3  | 10                   | 13                   | 20                   |                      |                      |
| 1962-1963  | Maple Leafs de Toronto   | LNH        | 69   | 16               | 19               | 35               | 56               | 10               | 4  | 1                    | 5                    | 2                    |                      |                      |
| 1963-1964  | Maple Leafs de Toronto   | LNH        | 52   | 7                | 10               | 17               | 59               |                  |    |                      |                      |                      |                      |                      |
| 1963-1964  | Rangers de New York      | LNH        | 14   | 4                | 4                | 8                | 2                |                  |    |                      |                      |                      |                      |                      |
| 1964-1965  | Rangers de New York      | LNH        | 29   | 3                | 9                | 12               | 20               |                  |    |                      |                      |                      |                      |                      |
| 1964-1965  | Canadiens de Montréal    | LNH        | 40   | 9                | 7                | 16               | 16               | 13               | 3  | 6                    | 9                    | 17                   |                      |                      |
| 1965-1966  | Canadiens de Montréal    | LNH        | 63   | 21               | 24               | 45               | 78               | 10               | 2  | 5                    | 7                    | 2                    |                      |                      |
| 1966-1967  | Canadiens de Montréal    | LNH        | 51   | 12               | 11               | 23               | 23               | 10               | 2  | 3                    | 5                    | 4                    |                      |                      |
| 1967-1968  | Canadiens de Montréal    | LNH        | 66   | 25               | 21               | 46               | 21               | 13               | 3  | 4                    | 7                    | 4                    |                      |                      |
| 1968-1969  | Canadiens de Montréal    | LNH        | 68   | 19               | 21               | 40               | 24               | 14               | 6  | 8                    | 14                   | 11                   |                      |                      |
| 1969-1970  | Canadiens de Montréal    | LNH        | 17   | 1                | 1                | 2                | 4                |                  |    |                      |                      |                      |                      |                      |
| 1969-1970  | Kings de Los Angeles     | LNH        | 32   | 5                | 8                | 13               | 8                |                  |    |                      |                      |                      |                      |                      |
| 1970-1971  | Kings de Los Angeles     | LNH        | 7    | 1                | 0                | 1                | 0                |                  |    |                      |                      |                      |                      |                      |
| 1970-1971  | Sabres de Buffalo        | LNH        | 53   | 7                | 13               | 20               | 12               |                  |    |                      |                      |                      |                      |                      |
| 1971-1972  | Sabres de Buffalo        | LNH        | 8    | 2                | 2                | 4                | 0                |                  |    |                      |                      |                      |                      |                      |
| Totaux LNH | Totaux LNH               | Totaux LNH | 1030 | 283              | 289              | 572              | 743              | 114              | 30 | 49                   | 79                   | 78                   |                      |                      |

| Saison    | Équipe                 | Ligue |   | PJ | V | D | N   | % V                  |  | Séries éliminatoires |
| 1979-1980 | Maple Leafs de Toronto | LNH   | 2 | 0  | 2 | 0 | 0 % | Défaite en 1re ronde |  |                      |

## Palmarès
Dick Duff a remporté 6 fois la coupe Stanley :
- 1962 : Maple Leafs de Toronto ;
- 1963 : Maple Leafs de Toronto ;
- 1965 : Canadiens de Montréal ;
- 1966 : Canadiens de Montréal ;
- 1968 : Canadiens de Montréal ;
- 1969 : Canadiens de Montréal.

## Honneurs et récompenses
- Match des étoiles de la LNH : 1956, 1957, 1958, 1962, 1963, 1965, 1967 ;
- Intronisé au temple de la renommée du hockey le 13 novembre 2006.